# Mildred Natwick
Mildred Natwick (Baltimore, 19 juni 1905 - New York, 25 oktober 1994) was een Amerikaanse actrice.

## Levensloop en carrière
Natwick begon haar carrière in het theater. Ze speelde tussen 1932 en 1979 op Broadway. Vanaf de jaren 40 was ze ook actief in films. Ze speelde vaak naast John Wayne in John Fordfilms. Tussen 1957 en 1967 acteerde ze niet in films. In 1967 keerde ze terug in Barefoot in the Park naast Jane Fonda. Voor deze rol kreeg ze een nominatie voor de Oscar voor beste vrouwelijke bijrol. Haar laatste film speelde ze op 83-jarige leeftijd: Dangerous Liaisons in 1988 naast Michelle Pfeiffer en John Malkovich.
In 1994 overleed Natwick op 89-jarige leeftijd aan kanker.

## Beknopte filmografie
- The Long Voyage Home (John Ford) (1940)
- The Enchanted Cottage (John Cromwell) (1945)
- Yolanda and the Thief (Vincente Minnelli) (1945)
- 3 Godfathers (John Ford) (1948)
- She Wore a Yellow Ribbon (John Ford) (1949)
- The Quiet Man (John Ford) (1952)
- Against All Flags (George Sherman) (1952)
- The Trouble with Harry (Alfred Hitchcock) (1955)
- The Court Jester (Melvin Frank en Norman Panama) (1956)
- Barefoot in the Park (Gene Saks) (1967)
- If It's Tuesday, This Must Be Belgium (Mel Stuart) (1969)
- Daisy Miller (Peter Bogdanovich) (1974)
- Dangerous Liaisons (Stephen Frears) (1988)